# Philibert Tembo Nlandu
Pour les articles homonymes, voir Nlandu.
Philibert Tembo Nlandu, né le 3 novembre 1962 à Nganda Kikamba, est un prêtre scheutiste congolais. Évêque coadjuteur de Budjala en 2007 il devient le titulaire du siège en octobre 2009.

## Biographie
Né dans le diocèse de Boma, il a fréquenté l’école élémentaire et secondaire à Mbata-Siala, à Kizu, et le petit séminaire diocésain de Mbata-Kiela. 
- En 1980, il est entré à la Congrégation du Cœur Immaculé de Marie [CICM], dont les membres sont connus sous le nom de missionnaires de Scheut.
- En 1982, il a fait sa profession religieuse simple, puis il a poursuivi ses études de philosophie à l’Institut Saint-Augustin de Kinshasa (1982-1985) et de théologie à l’Institut Saint-Cyprien de Ngoya, au Cameroun (1985-1988). Il s'est alors rendu au Japon pour un stage missionnaire et des études spécialisées en théologie, conclues par la licence (1988-1991). Il a également suivi un cours à l’"Institute for Religious Formation" aux États-Unis.
- Le 25 août 1991, il a été ordonné prêtre.

## Carrière
Après son ordination sacerdotale il a rempli différentes fonctions : 
- 1991-1997 : missionnaire au Japon ;
- 1998-2000 : formateur des étudiants de Théologie et professeur de Théologie à Manille, aux Philippines;
- 2000-2006 : Supérieur Provincial de la Congrégation du Cœur Immaculé de Marie à Kinshasa. Il est également Vice-Président de l’Association des Supérieurs Majeurs du Congo (ASUMA) et Président de l’ASUMA de Kinshasa.
- Le pape Benoît XVI, en date du 26 mars 2007, l'a nommé évêque coadjuteur du diocèse de Budjala, assistant ainsi Mgr Joseph Bolangi Egwanga Ediba Tasame, évêque du lieu depuis 1974. Il est consacré évêque le 3 juin 2007 par l'évêque du lieu ; dans les deux coconsécrateurs, on note la présence de l'évêque de Boma, diocèse d'origine de Mgr Tembo[1].
- Le 22 octobre 2009, il succède à Mgr Bolangi Egwanga Ediba Tasame qui se retire.

## Sources
- « dépêche de l'Agence Fides pour sa nomination » (consulté le 15 mars 2013)
- (en) « Sa fiche », sur Catholic-hierarchy.org (consulté le 15 mars 2013)
- (en) « Fiche du diocèse de Budjala », sur Catholic-hierarchy.org (consulté le 15 mars 2013)